# Jetlink Air
Jetlink Air of Jetlink Express is een Keniaanse luchtvaartmaatschappij met haar thuisbasis in Mombassa. Jetlink Air is opgericht in 2004.

## Bestemmingen
Jetlink Express voert lijnvluchten uit naar:(juli 2007)
- Goma, Kisumu, Nairobi.

## Vloot
De vloot van Jetlink Express bestaat uit:(november 2007)
- 2 Fokker F-28-4000
- 2 Canadair CRJ-100